# Pavol Šajgalík
Pavol Šajgalík (* 30. června 1955, Bratislava) je slovenský vědec působící v oblasti materiálového výzkumu. Od roku 2015 je předsedou Slovenské akademie věd, v roce 2021 byl jmenován do svého posledního funkčního období.

## Životopis
Vysokoškolské vzdělání získal Pavol Šajgalík v oboru experimentální fyzika na Přírodovědecké fakultě Univerzity Komenského v Bratislavě. Od roku 1979 působí na Ústavu anorganické chemie SAV, v letech 1999 až 2013 byl jeho ředitelem a poté byl dva roky místopředsedou SAV.
Jeho oblast vědeckého zájmu v rámci materiálového výzkumu jsou keramické nano-kompozity, konstrukční keramika, fázové přechody a nadále působí v oddělení keramiky ve svém domovském ústavu.